# Городовичи
Городовичи (укр. Городовичі) — село в Хыровской городской общине Самборского района Львовской области Украины.
Население по переписи 2001 года составляло 782 человека. Занимает площадь 1,792 км². Почтовый индекс — 82051. Телефонный код — 3238.